# Eduardo Rey Muñoz
Eduardo Rey Muñoz (Lima, 7 de agosto de 1957) es un exfutbolista peruano. Se desempeñaba en la posición de delantero, aunque también jugaba de extremo. Es padre de los futbolistas Johan y Jesús Rey.

## Trayectoria
Eduardo debutó el año 1975 con el Unión Huaral, siguiendo los pasos de su hermano Humberto, destacando por su juego pícaro y veloz, además de tener buena técnica con ambos pies. Al año siguiente fue campeón nacional con el conjunto naranjero llegando a ser determinante en la obtención del título. Tras dos temporadas es contratado por Universitario, a inicios de 1980, club donde pasó nueve años. Asimismo, logró llegar a la selección nacional, debutando en el estadio Centenario como titular. 
El primer título con los cremas llegó en 1982, con Rey Muñoz jugando como extremo derecho. Su primer gol en clásicos lo marcó en octubre de 1983 en el empate 2-2 en el Nacional. Ese mismo año fue convocado por Juan José Tan a la Copa América, donde alcanzó el cuarto puesto. Luego tendría convocatorias en 1984 y 1986, no siendo llamado para las eliminatorias de 1985 por los técnicos Moisés Barack y Roberto Chale. En 1987 logró su tercer título con los merengues, haciendo un importante tridente con Juan Carlos Oblitas y Jaime Drago, siendo el máximo asistidor de los cremas ese año. Consigue el subcampeonato al año siguiente, perdiéndose la oportunidad de sumar cuatro títulos con los cremas y un bicampeonato.
En 1989 disputó su mejor Copa Libertadores (jugó seis ediciones) al sortear el primer grupo con Cristal, Boca y Racing, llegando a anotarle a Bahía en octavos de final y dando tres asistencias, con compañeros en el ataque como Fidel Suárez, Juvenal Briceño y Andrés Gonzales. En julio fue convocado a la Copa América de ese año disputada en Brasil y posteriormente a las eliminatorias para el Mundial de 1990, donde solo jugó dos partidos. En 1990 llega a Alianza Lima terminando su carrera años después.

## Selección peruana
En 1977 fue convocado a la selección juvenil dirigida por Marcos Calderón que participó en el torneo sub-20 en Venezuela.
Fue internacional con la selección de fútbol del Perú en veintitrés ocasiones y marcó un gol, ante Venezuela en 1989 con un tiro libre. Debutó el 18 de julio de 1980 en un encuentro amistoso ante la selección de Uruguay que finalizó con marcador de 0-0. Su último encuentro con la Bicolor fue contra el mismo rival y en el mismo estadio (Centenario) por las eliminatorias rumbo a Italia 90, con marcador 2-0 a favor de los orientales.

### Participaciones en Copa América
| Copa              | Sede          | Resultado    |
| ----------------- | ------------- | ------------ |
| Copa América 1983 | Sin sede fija | Cuarto lugar |
| Copa América 1989 | Brasil        | Primera fase |

## Clubes
| Club                      | País | Año       |
| ------------------------- | ---- | --------- |
| Unión Huaral              | Perú | 1975-1979 |
| Universitario de Deportes | Perú | 1980-1989 |
| Alianza Lima              | Perú | 1990      |
| Unión Huaral              | Perú | 1991      |
| Lawn Tennis               | Perú | 1994      |

## Palmarés

### Campeonatos nacionales
| Título                    | Club                      | País | Año  |
| ------------------------- | ------------------------- | ---- | ---- |
| Primera división del Perú | Unión Huaral              | Perú | 1976 |
| Primera división del Perú | Universitario de Deportes | Perú | 1982 |
| Primera división del Perú | Universitario de Deportes | Perú | 1985 |
| Primera división del Perú | Universitario de Deportes | Perú | 1987 |